# Beat It
Vous lisez un « bon article » labellisé en 2010.
Singles de Michael Jackson
Billie Jean
(1983) Wanna Be Startin' Somethin'
(1983)
Pistes de Thriller
Thriller
(4) Billie Jean
(6)
Beat It est une chanson de Michael Jackson, tirée de l'album Thriller (1982). Écrite et composée par Jackson, coproduite avec Quincy Jones, elle est le 3e single extrait de cet album.
À la suite des ventes excellentes des deux premiers singles de Thriller, à savoir The Girl Is Mine et Billie Jean, celui de Beat It sort le 21 février 1983. Le titre obtient un énorme succès mondial, autant commercial que critique, et devient l'un des singles les plus vendus de tous les temps. À un moment, les singles Billie Jean et Beat It figurent tous les deux dans le Top 5 des meilleures ventes de disques aux États-Unis. Beat It est par ailleurs certifié disque de platine en 1989 dans ce pays.
Beat It est récompensée à de nombreuses reprises, notamment par deux Grammy Awards, deux American Music Awards et une entrée au Music Video Producers Hall of Fame. Reprise et samplée par plusieurs artistes, Jackson donne également son autorisation pour qu'elle soit utilisée pour une campagne anti-alcool au volant. L'artiste reçoit pour cela une récompense du Président Ronald Reagan à la Maison-Blanche.
Le clip de Beat It dépasse le milliard de vues sur YouTube le 22 novembre 2023, devenant le troisième clip de l'artiste à réaliser cet exploit.

## Composition
Au cours de la création de Thriller, Quincy Jones décide d'ajouter une chanson rock pour crédibiliser l'album. Son but est de parvenir à séduire le public blanc, et notamment les jeunes qui aiment le hard rock, tout en gardant une chanson aux accents de musique noire afin de ne pas se couper du public afro-américain. Il demande ainsi à Michael Jackson d'imaginer une version « noire » du tube My Sharona du groupe de rock californien The Knack. Jackson accepte d'écrire la chanson, et déclarera plus tard : « Je voulais écrire une chanson, le type de chanson que j'aurais achetée si je devais acheter une chanson rock... Voilà comment je l'ai abordée et je voulais que les jeunes l'adorent vraiment — les écoliers aussi bien que les lycéens. »,
Pour enregistrer le morceau, Michael Jackson a collaboré avec des membres du groupe Toto. Deux d'entre eux avaient déjà collaboré avec lui pour Off the Wall. Hormis le solo, c'est donc le guitariste de Toto, Steve Lukather, qui joue sur tout le morceau. Cependant, comme il l'admet lui-même, tout le monde ne se rappelle que d'Eddie Van Halen. Il se souvient : « En fait, il a loué nos services parce qu'il aimait ce qu'on faisait. Ça s'est passé dans la bonne humeur et sans problème. Sur certains points, il avait ses exigences. Sur d'autres, il nous a laissés faire ce qu'on voulait. De toute façon, il n'était pas là tout le temps. On a fait Beat it sans lui ! »,

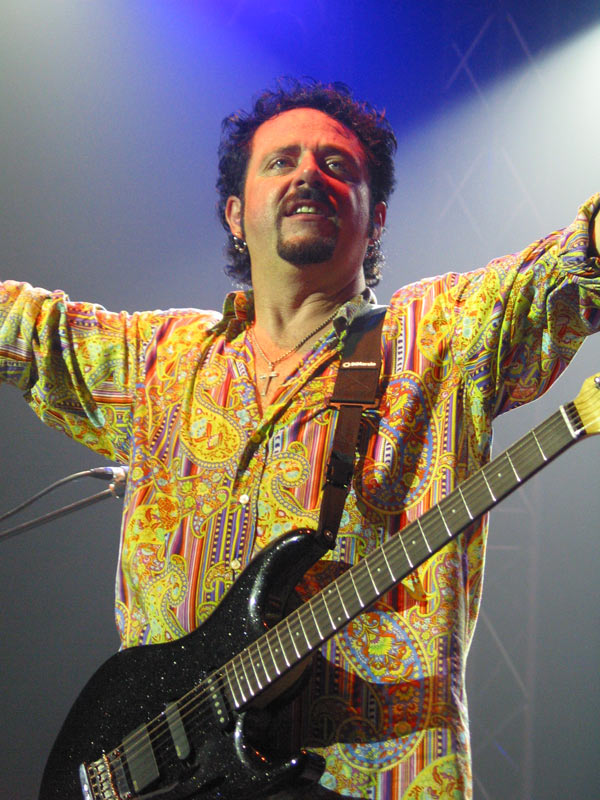
Steve Lukather

Dès la première écoute d'un enregistrement avec les chants, Quincy Jones est ravi et confirme que c'est exactement ce qu'il souhaitait. Le guitariste de rock Eddie Van Halen, leader du groupe de hard rock Van Halen, est recruté pour exécuter un solo de guitare électrique,. Lorsque Quincy Jones l'appelle au téléphone pour lui demander de participer au titre, Van Halen est persuadé d'être victime d'un canular téléphonique. Après avoir réalisé que l'appel était authentique, Van Halen se procure un amplificateur prêté par Allan Holdsworth. Quincy Jones et Michael Jackson se rendent chez lui avec une ébauche de la chanson pour qu'il enregistre sa contribution. Lors de l'enregistrement, l'amplificateur prit feu lorsque Van Halen joua son solo. Ce dernier ne demanda pas à être rémunéré pour sa prestation : « Je l'ai fait comme un service [...] D'après le reste du groupe, mon manager et à peu près tout le monde, j'ai été un idiot complet, mais on ne m'a pas manipulé. Je ne fais rien si je n'ai pas envie de le faire. ». Son confrère guitariste, Steve Lukather, rappelle qu'« au début nous l'avons rocké [le titre] à fond car Eddie avait joué un bon solo — mais Quincy Jones a trouvé que c'était trop rude. J'ai donc dû réduire le son de guitare saturée et c'est ce qui a été sorti. », Lorsque Van Halen entame son solo de guitare, quelqu'un semble frapper à une porte. Une rumeur laisse entendre qu'il s'agirait d'une personne qui serait entrée par mégarde dans le studio au moment de l'enregistrement. Une autre histoire affirme que le son vient tout simplement de Van Halen qui frappe sur sa propre guitare.
Les paroles de Beat It (littéralement : « casse-toi ») décrivent les affrontements que se livrent les gangs de rue avec une morale qui préconise qu'« il faut s'en aller avant que la violence n'éclate ». La phrase « Don't be a macho man » (« Ne sois pas un macho ») exprime « un éloge de la fuite » ou encore « le dégoût de Jackson envers la violence, tout en faisant référence à son enfance face aux abus dont il a été victime des mains de son père Joseph ».
La chanson est jouée dans la tonalité de mi bémol mineur, dans un tempo modérément rapide de 138 pulsations par minute (tempo d'allegro). Dans la chanson le registre vocal de Jackson s'étend du si2 au ré4. Beat it est l'une des quatre dernières chansons terminées pour Thriller avec Human Nature, P.Y.T. (Pretty Young Thing) et The Lady in My Life.

## Clip vidéo

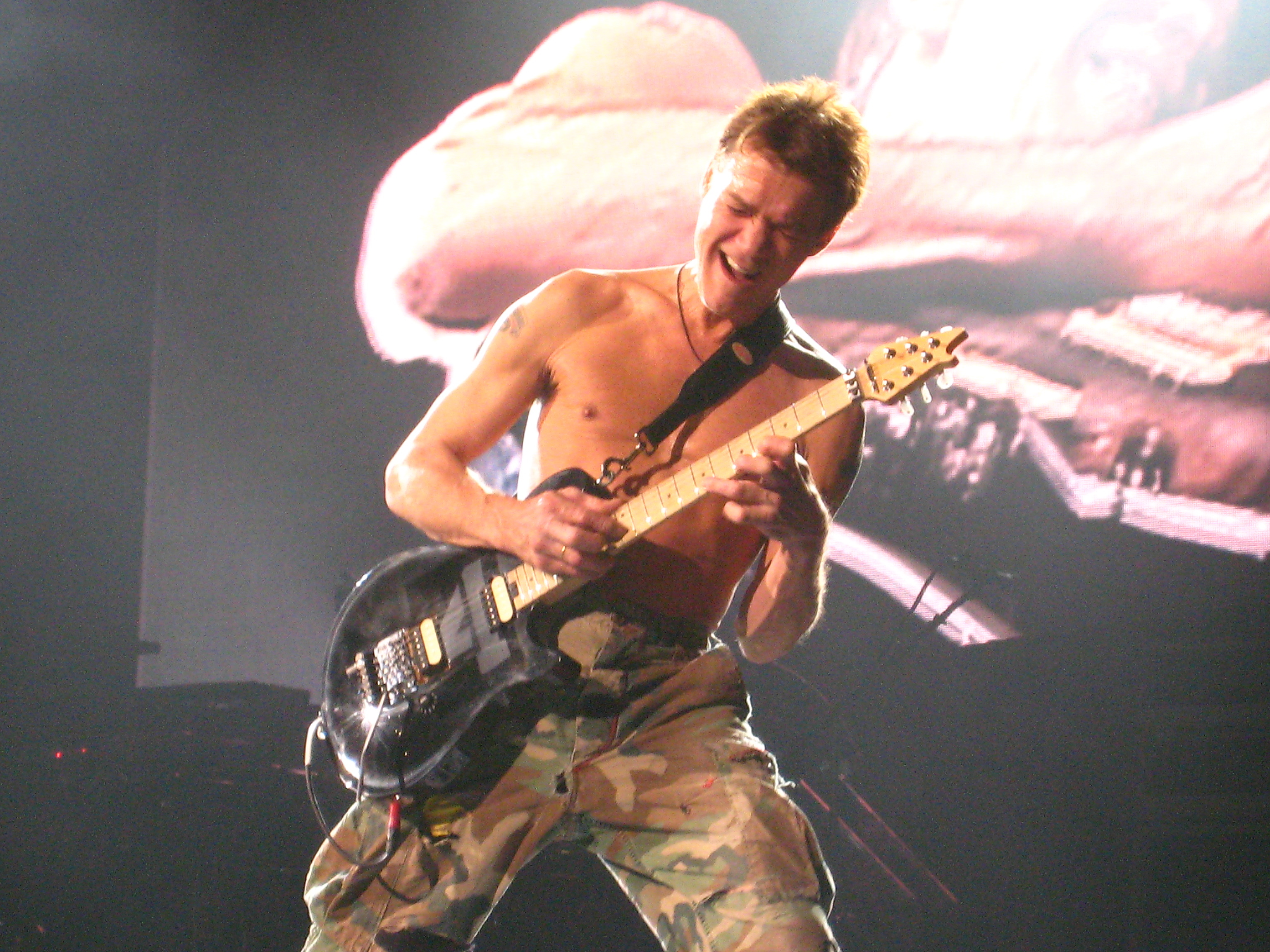
Eddie Van Halen

Le clip de Beat It, réalisé par Bob Giraldi et chorégraphié par Michael Peters, contribue à établir Michael Jackson comme l'artiste majeur du vidéoclip et de MTV,. Il constitue la première représentation par Jackson sur les jeunes des quartiers pauvres et la violence de rue, et suggère que danser à l'unisson permet d'éviter la violence. Avec celui de Thriller, le clip est célèbre pour sa chorégraphie collective, ce qui va devenir une marque de fabrique de Michael Jackson. Afin d'ajouter de l'authenticité à cette production, la vidéo met en vedette de véritables membres de gangs, ainsi que 18 danseurs professionnels. Sa chorégraphie s'inspire du célèbre film musical West Side Story (1961). Le clip coûte 150 000 dollars à Michael Jackson pour le réaliser, CBS ayant refusé de le financer,,.
Le clip s'ouvre dans un diner, sur la nouvelle d'une bagarre qui se prépare. Cette scène se répète dans une salle de billard et dans un bar. Le plan suivant montre Michael Jackson allongé sur un lit, qui médite sur l'absurdité de la violence. Le chanteur quitte sa chambre, alerté par l'agitation causée par les gangs rivaux. Vêtu d'une veste en cuir de couleur orangée, Jackson danse le long du chemin, traversant le restaurant et la salle de billard, pour rejoindre la bagarre. Les membres des deux gangs rivaux sont ensuite face à face et sur le point de se battre (deux d'entre eux (Michael Peters et Vincent Paterson) sortent même des couteaux pendant le solo d'Eddie Van Halen) mais la musique est plus forte que la violence et une chorégraphie collective termine le clip.
La vidéo a remporté de nombreuses distinctions. Michael Jackson reçoit aux American Music Awards le prix du meilleur clip Pop/Rock et celui du meilleur clip Soul, de même que le « Best Video Performance Award » aux Black Gold Awards. Les Billboard Video Awards lui décernent sept récompenses : « Best Overall Video Clip », « Best Performance by a Male Artist », « Best Use of Video to Enhance a Song », « Best Use of Video to Enhance an Artist's Image », « Best Choreography », « Best Overall Video » et « Best Dance/Disco ». Le clip a également sa place au Music Video Producer's Hall of Fame.

## Accueil public et critique
À la suite du succès dans les charts de The Girl Is Mine et Billie Jean, Beat It sort en 45 tours le 14 février 1983. Contre l'avis de CBS, Frank DiLeo (en), le vice-président d'Epic Records, convainc Jackson de le sortir au moment où Billie Jean devient numéro un des ventes. Dileo, qui sera plus tard le manager du chanteur, est persuadé que les deux titres peuvent réussir à être dans le Top 10 en même temps. Billie Jean reste au top du classement Billboard pendant sept semaines, avant d'être remplacée par Come On Eileen. La chanson des Dexys Midnight Runners ne reste qu'une semaine à la première place avant que Michael Jackson retrouve le haut du classement avec Beat It,. Billie Jean et Beat It occupent le Top 5 des meilleures ventes au même moment, une performance réalisée par très peu d'artistes. La chanson reste numéro un pendant trois semaines.
Du fait de sa mixité musicale, elle parvient à occuper la première place du classement R&B mais également la 14e du classement des meilleures ventes de titres rock du magazine Billboard aux États-Unis. Il s'agit également du 8e single le plus vendu de l'année 1983 aux États-Unis. Beat It rencontre le même succès à l'étranger : numéro un des ventes en Nouvelle-Zélande, 3e au Royaume-Uni, dans le Top 20 en Autriche, Norvège, Italie, Suède et Suisse. Après la sortie du coffret best-of Visionary: The Video Singles, le single grimpe à la 15e place des meilleures ventes en 2006 au Royaume-Uni. Le nombre total de titres téléchargés légalement aux États-Unis, jusqu'à mars 2009, se monte à 668 000 exemplaires. Depuis la mort du chanteur, survenue le vendredi 25 juin 2009, les ventes s'envolent et Beat It occupe la 30e place (9 566 exemplaires) au classement des meilleures ventes de singles en Angleterre.
Beat It remporte de nombreuses récompenses. Aux Grammy Awards de 1984, Michael Jackson triomphe en remportant un record de huit prix dont deux pour Beat It : Disque de l'année et meilleure performance rock,. Quelques mois après sa sortie, le disque est certifié disque d'or avec près d'un million d'exemplaires vendus. En 1989, le single est re-certifié disque de platine par la Recording Industry Association of America.

## En concert
Le 4 juillet 1984, Jackson chante Beat It en concert avec ses frères pendant le Victory Tour des Jacksons. Les frères Jackson sont rejoints sur scène par Eddie Van Halen, qui rejoue son solo de guitare. La chanson devient indissociable de Michael Jackson ; il l'interprète lors de toutes ses tournées : Bad World Tour, Dangerous World Tour et HIStory World Tour,. Le 1er octobre 1992, la version Beat It du Dangerous Tour est incluse sur le DVD du coffret Michael Jackson: The Ultimate Collection. Le DVD ressort plus tard sous le titre Live in Bucharest: The Dangerous Tour,. Jackson interprète également la chanson lors de Michael Jackson - 30th Anniversary Celebration, un concert qui célébrait ses trente ans de carrière solo. Il est accompagné de Slash, l'ancien guitariste du groupe de hard rock Guns N' Roses, qui reproduit le célèbre solo de guitare.

## Impact

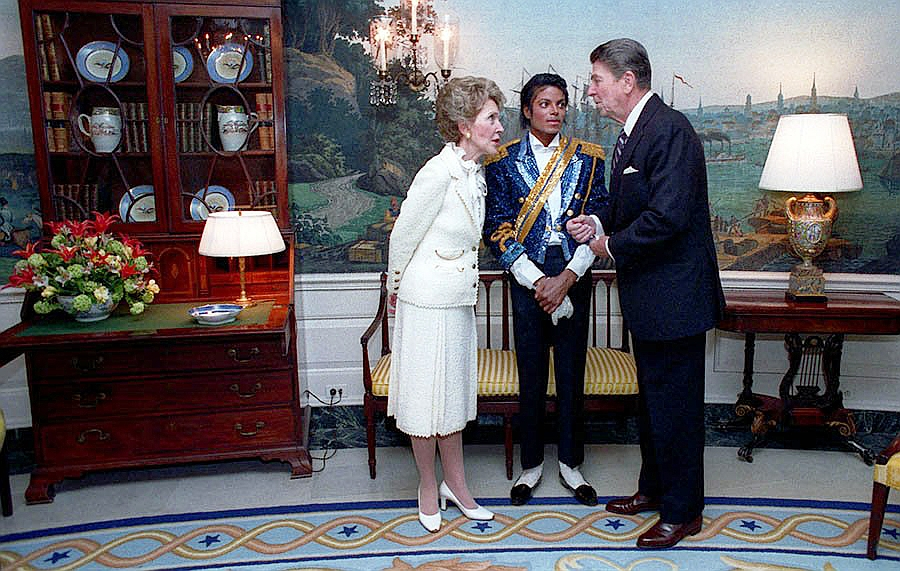
Michael Jackson, Ronald et Nancy Reagan à la Maison-Blanche le 14 mai 1984.

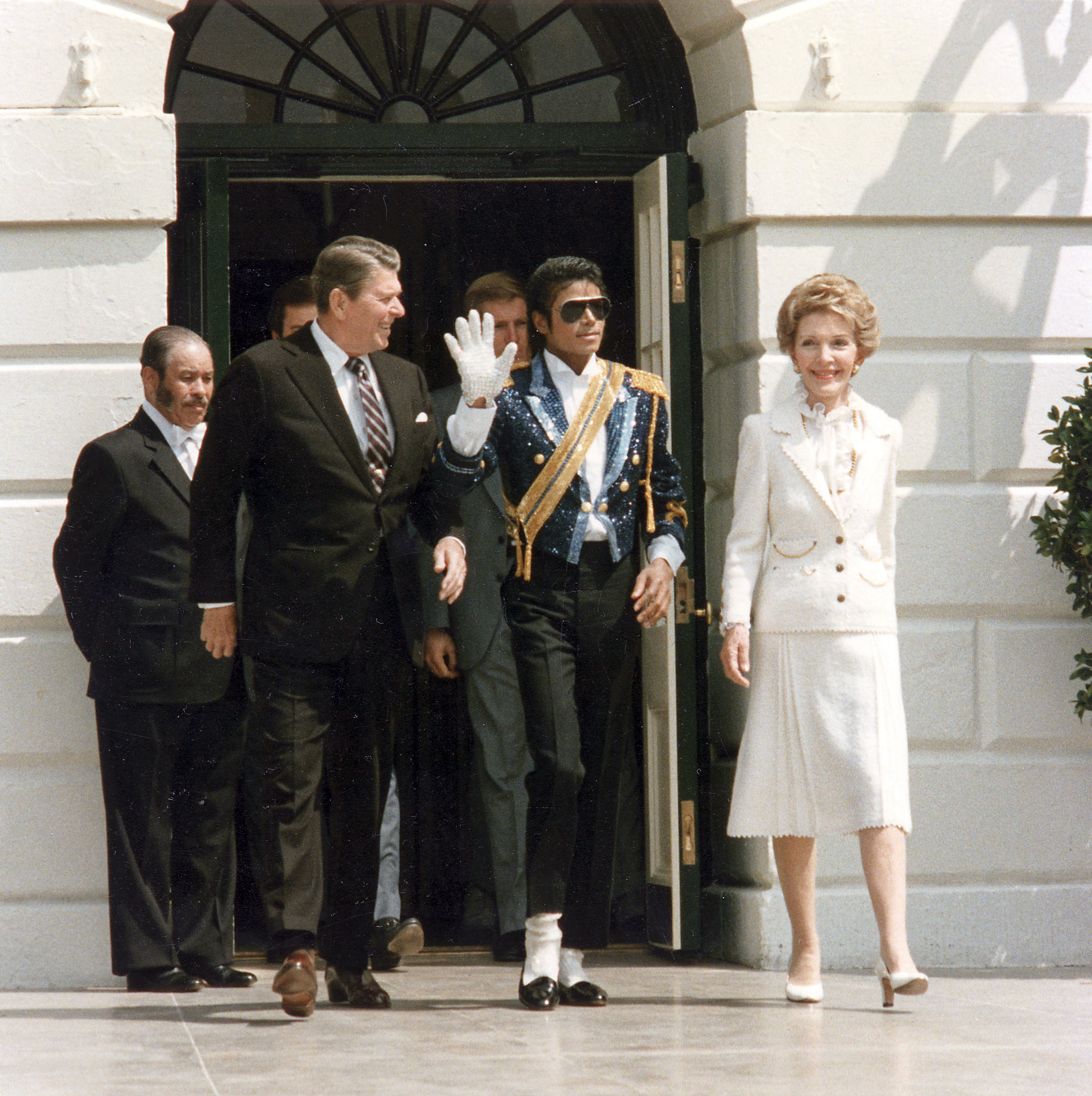
Ronald Reagan et Michael Jackson devant la Maison-Blanche.

Beat It est citée comme l'une des chansons les plus réussies, reconnues, récompensées et célébrées de toute l'histoire de la musique pop. Plus largement, le titre et son clip ont eu un large impact sur la culture pop. Considérée comme une pionnière de la musique rock noire, elle est l'une des pierres angulaires de l'album Thriller. Par ailleurs, Eddie Van Halen n'a cessé d'être loué pour son « formidable solo de guitare », qui a contribué à faire de Beat It l'une des plus grosses ventes de singles de tous les temps.
Peu de temps après sa sortie, Beat It est utilisée par la National Highway Safety Commission pour sa campagne de lutte contre l'alcool au volant : « Drinking and Driving Can Kill a Friendship » (« Boire et conduire peuvent ruiner une amitié »). La chanson figure également sur l'album qui l'accompagne. Le 14 mai 1984, Michael Jackson reçoit un prix des mains du président Ronald Reagan à la Maison-Blanche, en reconnaissance pour son aide apportée à la campagne. Reagan déclare que Jackson est « la preuve de ce qu'une personne peut accomplir grâce à un mode de vie exempt d'alcool ou de drogues. Les jeunes et les moins jeunes admirent cela. Et si les Américains suivent son exemple, nous pouvons alors faire face au problème de l'alcool au volant, et nous pouvons, comme dans les paroles de Michael, le battre ».
Régulièrement mentionnée dans les listes des meilleures chansons, Beat it est classée 4e chanson préférée de tous les temps dans un sondage réalisé en 2005 par Sony Ericsson. Environ 700 000 personnes de 60 pays différents participent à ce sondage.

## Crédits
- Michael Jackson – Auteur, compositeur, coproducteur, chant, arrangements rythmique et vocaux
- Quincy Jones – Production, arrangements rythmiques
- Eddie Van Halen – Guitare (solo)
- Steve Lukather – Guitare solo, basse
- Paul Jackson, Jr. – Guitare rythmique
- Greg Smith – Synergy (synthétiseur)
- Steve Porcaro – Synthétiseur, programmation des synthétiseurs
- Greg Phillinganes – piano électrique Fender Rhodes, synthétiseur
- Bill Wolfer – Claviers
- Tom Bahler – Synclavier
- Jeff Porcaro – Batterie

### SingleBeat It
Audio (CD)
1. Beat It – 4:16

Vidéoclip (DVD)
1. Beat It (Official 4K Video) – 4:59

## Classements et certifications
| Année                     | Chart                                     | Meilleure position |
| ------------------------- | ----------------------------------------- | ------------------ |
| 1983                      | Afrique du Sud (Springbok Radio)          | 8                  |
| 1983                      | Allemagne (Media Control AG)              | 2                  |
| 1983                      | Australie (Kent Music Report)             | 2                  |
| 1983                      | Belgique (Flandre Ultratop 50 Singles)    | 1                  |
| 1983                      | Belgique (Flandre VRT Top 30)             | 1                  |
| 1983                      | Canada (50 Singles)                       | 1                  |
| 1983                      | Canada (CHUM)                             | 2                  |
| 1983                      | États-Unis (Billboard Hot 100)            | 1                  |
| 1983                      | États-Unis (Cash Box)                     | 1                  |
| 1983                      | États-Unis (Hot Black Singles)            | 1                  |
| 1983                      | États-Unis (Hot Dance Club Play)          | 1                  |
| 1983                      | États-Unis (Top Tracks)                   | 14                 |
| 1983                      | Europe (Eurochart Hot 100)                | 1                  |
| 1983                      | France (SNEP)                             | 2                  |
| 1983                      | Irlande (IRMA)                            | 2                  |
| 1983                      | Italie (FIMI)                             | 16                 |
| 1983                      | Norvège (VG-lista)                        | 8                  |
| 1983                      | Nouvelle-Zélande (RMNZ)                   | 1                  |
| 1983                      | Pays-Bas (Nederlandse Top 40)             | 1                  |
| 1983                      | Pays-Bas (Single Top 100)                 | 1                  |
| 1983                      | Pologne (Classements Singles)             | 13                 |
| 1983                      | Royaume-Uni (UK Singles Chart)            | 3                  |
| 1983                      | Suède (Sverigetopplistan)                 | 19                 |
| 2006                      | Australie (Kent Music Report)             | 66                 |
| 2006                      | Espagne (PROMUSICAE)                      | 1                  |
| 2006                      | France (SNEP)                             | 47                 |
| 2006                      | Irlande (IRMA)                            | 15                 |
| 2006                      | Italie (FIMI)                             | 12                 |
| 2006                      | Pays-Bas (Single Top 100)                 | 27                 |
| 2006                      | Royaume-Uni (UK Singles Chart)            | 15                 |
| 2008                      | Danemark (Tracklisten)                    | 31                 |
| 2008                      | Norvège (VG-lista)                        | 11                 |
| 2009                      | Australie (ARIA)                          | 17                 |
| 2009                      | Belgique (Flandre Back Catalogue Singles) | 1                  |
| 2009                      | Canada (Hot Canadian Digital Singles)     | 11                 |
| 2009                      | Danemark (Tracklisten)                    | 16                 |
| 2009                      | Espagne (PROMUSICAE)                      | 15                 |
| 2009                      | États-Unis (Hot Digital Songs)            | 7                  |
| 2009                      | Finlande (Suomen virallinen lista)        | 12                 |
| 2009                      | France (SNEP)                             | 47                 |
| 2009                      | France (Téléchargements)                  | 4                  |
| 2009                      | Irlande (IRMA)                            | 15                 |
| 2009                      | Italie (FIMI)                             | 12                 |
| 2009                      | Norvège (VG-lista)                        | 8                  |
| 2009                      | Nouvelle-Zélande (RMNZ)                   | 24                 |
| 2009                      | Pays-Bas (Single Top 100)                 | 7                  |
| 2009                      | Royaume-Uni (Téléchargement)              | 17                 |
| 2009                      | Suède (Sverigetopplistan)                 | 37                 |
| 2009                      | Turquie (Türkiye Top 20)                  | 14                 |
| 2010                      |                                           |                    |
| Suède (Sverigetopplistan) | 50                                        |                    |
| 2012                      | France (SNEP)                             | 135                |
| 2012                      | Japon (Japan Hot 100 Singles)             | 96                 |

| Année | Chart                          | Position |
| ----- | ------------------------------ | -------- |
| 1983  | Australie (Kent Music Report)  | 9        |
| 1983  | Belgique (Flandre Ultratop 50) | 3        |
| 1983  | Canada (Top Singles)           | 8        |
| 1983  | États-Unis (Billboard Hot 100) | 5        |
| 1983  | États-Unis (Cash Box)          | 7        |
| 1983  | Italie (FIMI)                  | 71       |
| 1983  | Pays-Bas (Nederlandse Top 40)  | 3        |
| 1983  | Pays-Bas (Single Top 100)      | 7        |
| 2009  | Suisse (Schweizer Hitparade)   | 92       |

| Pays             | Certification | Ventes    |
| ---------------- | ------------- | --------- |
| Australie        | Platine       | 70 000    |
| Canada           | Platine       | 10 000    |
| Danemark         | Or            | 15 000    |
| États-Unis       | Platine       | 1 000 000 |
| France           | Platine       | 1 180 000 |
| Nouvelle-Zélande | Or            | 7 500     |
| Royaume-Uni      | Platine       | 600 000   |

## Beat It2008
Pistes de Thriller 25
13. Wanna Be Startin' Somethin' 2008 15. Billie Jean 2008
Pour l'anniversaire de Thriller est sorti l'album Thriller 25. Will.i.am y a remixé Beat It. La chanteuse Fergie a enregistré des couplets inédits pour cette version. Le titre n'a pas été réellement sorti comme single mais a cependant été classé dans les charts de certains pays.

### Classements hebdomadaires
| Classement (2008)                     | Meilleure position |
| ------------------------------------- | ------------------ |
| Autriche (Ö3 Austria Top 40)          | 65                 |
| Canada (Hot Canadian Digital Singles) | 66                 |
| Suède (Sverigetopplistan)             | 43                 |
| Suisse (Schweizer Hitparade)          | 26                 |

| Classement (2009)            | Meilleure position |
| ---------------------------- | ------------------ |
| Autriche (Ö3 Austria Top 40) | 14                 |
| Suède (Sverigetopplistan)    | 8                  |

### Crédits
- Écrit et composé par Michael Jackson
- Produit et mixé par Michael Jackson et will.i.am
- Voix : Michael Jackson et Fergie
- Percussions : will.i.am
- Claviers et synthétiseurs : will.i.am
- Ingénieurs du son : will.i.am et Kerin

## Reprises
- L'une des plus anciennes reprises de Beat It est la chanson parodique Eat It de Weird Al Yankovic en 1984[102]. Yankovic enregistre le morceau avec l'accord de Jackson[103]. « La seule raison pour laquelle il m'a permis de le faire, c'est qu'il a le sens de l'humour »[104], dira plus tard Yankovic. Il ajoute : « Il est réconfortant de trouver quelqu'un d'aussi populaire, talentueux et puissant, qui puisse vraiment apprécier une blague »[105],[102]. La chanson obtient le Grammy Award de la meilleure chanson humoristique et est certifiée disque d'or en 1989[102]. Le clip reprend celui de Beat It, scène par scène, en le tournant en dérision[106]. En raison de ces similitudes, Michael Jackson reçoit des royalties de la part de Yankovic[107].

- Le remix de 2 Bad, sur l'album Blood on the Dance Floor de Michael Jackson, contient un sample de Beat It (avec un rap de John Forté ainsi qu'un solo de guitare de Wyclef Jean)[108].

- Alvin et les Chipmunks interprètent la chanson lors d'un épisode de leur série télévisée[35].

- Le groupe de heavy metal Metallica reprend Beat It pendant un medley lors de la cérémonie des MTV Video Music Awards en 2003[35].

- En 2004, Señor Coconut and His Orchestra sort une reprise latinisée du titre[35].

- En 2008, le titre est repris par le groupe Fall Out Boy (FOB) dans leur album Live in Phoenix.

- En 2020, le rappeur français Jul sample le titre dans sa chanson Miné[109].

## Divers
- La chanson est présente dans les films Retour vers le futur II (1989), Zoolander (2001) et Opération funky (2002)[35].
- Une démo du titre est disponible sur le second CD de This Is It (2009).
- Les premières notes de l'intro sont issus d'un disque de démo du Synclavier II[110].